# Skin (film 2008)
Skin è un film del 2008 diretto da Anthony Fabian.
Ha vinto il Giffoni Film Festival 2009 (Premio Amnesty International) ed è stato candidato ai British Independent Film Awards 2009.

## Trama
Il film racconta la storia vera di Sandra Laing, una donna sudafricana nata nell'era dell'Apartheid da due genitori bianchi, ma riclassificata nera per il suo aspetto dai tratti africani.